# Blackhawk (filmový seriál)
Blackhawk je americký akční filmový seriál z roku 1952 režisérů Spencera Gordona Benneta a Freda F. Searse, vyrobený studiem Columbia Pictures. Jedná se o adaptaci stejnojmenného komiksu vydavatelství Quality Comics. Černobílý filmový seriál, který byl rozdělen do patnácti částí, měl premiéru 1. července 1952, v titulní roli se představil Kirk Alyn.

## Příběh
The International Brotherhood je skupina leteckých veteránů druhé světové války, která pod vedením Blackhawka vyšetřuje různé případy. Nyní musí zabránit Lasce, cizí špiónce, aby ukradla experimentální superpalivo Element-X.

## Obsazení
- Kirk Alyn jako Blackhawk
- Carol Forman jako Laska
- John Crawford jako Chuck
- Michael Fox jako William Case / The Leader
- Don Harvey jako Olaf
- Rick Vallin jako Stan a jeho dvojče Boris
- Larry Stewart jako Andre
- Weaver Levy jako Chop-Chop
- Zon Murray jako Bork
- Nick Stuart jako Cress
- Marshall Reed jako Aller
- Pierce Lyden jako Dyke
- William Fawcett jako doktor Rolph
- Rory Mallinson jako Hodge
- Frank Ellis jako Hendrickson